# Złotówka (Karkonosze)

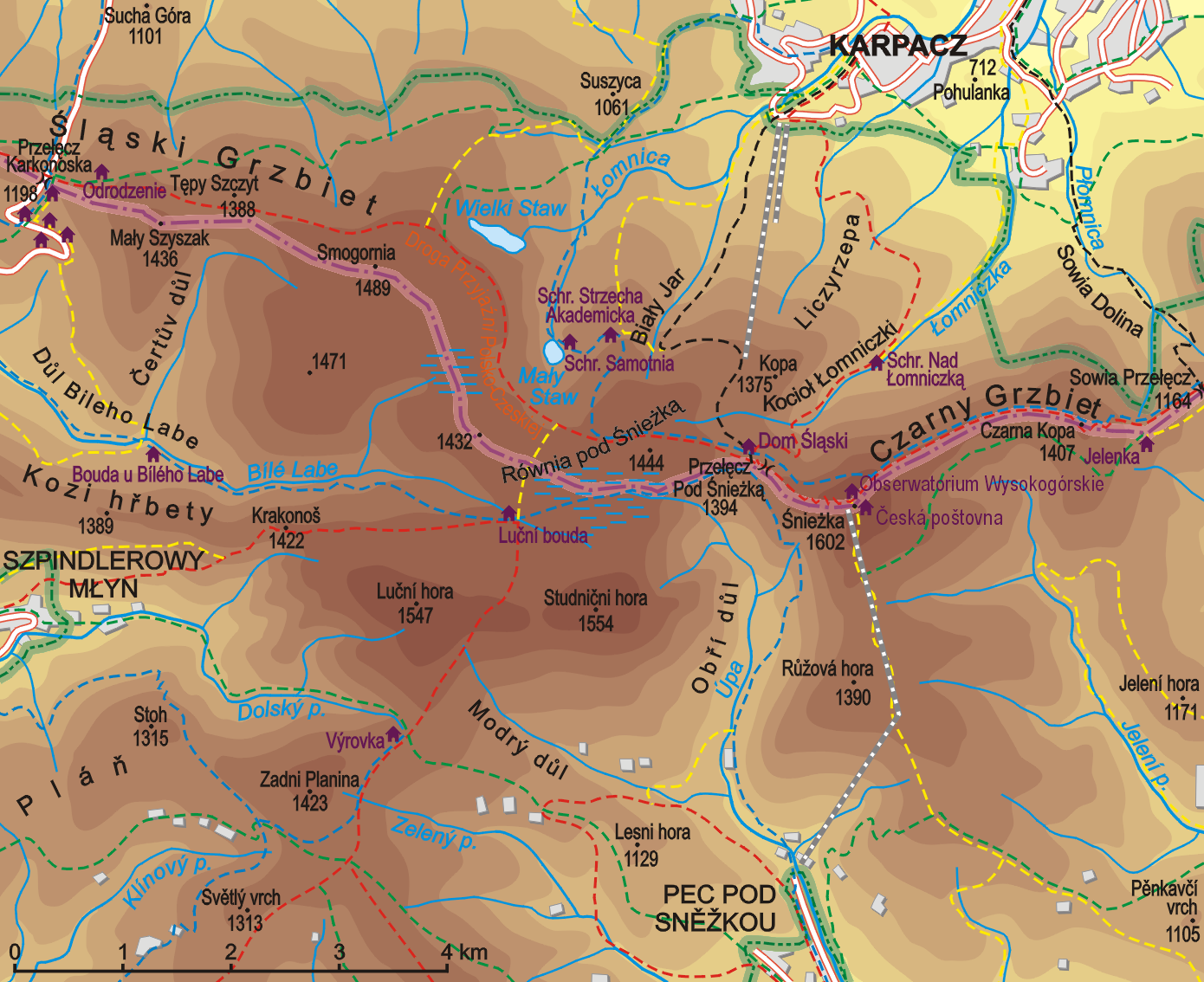
„Strzecha Akademicka” na mapie okolic Śnieżki

Złotówka – łąka górska w Karkonoszach w pobliżu Karpacza, na której wybudowane jest schronisko turystyczne „Strzecha Akademicka”.
Łąka znajduje się na wysokości od ok. 1200 do 1300 m n.p.m., niedaleko Białego Jaru i poniżej Równi pod Śnieżką. Cel wędrówek turystycznych (przy schronisku znajduje się węzeł szlaków turystycznych, rozciąga się stąd szeroka panorama Karkonoszy i Kotliny Jeleniogórskiej), a zimą miejsce uprawiania sportów narciarskich (dwa duże wyciągi orczykowe) i saneczkarskich (pod koniec XIX w. wybudowano tu nawet tor saneczkowy do Karpacza). Uprawianie tych sportów wpływa, zdaniem obrońców środowiska, negatywnie na morfologię zboczy górskich w tym rejonie, powodując ich intensywną erozję.
Nazwa łąki powstała w związku z prowadzonymi tu w ubiegłych wiekach poszukiwaniami złota.